# Régnié-Durette
Régnié-Durette is een gemeente in het Franse departement Rhône (regio Auvergne-Rhône-Alpes). De plaats maakt deel uit van het arrondissement Villefranche-sur-Saône. Régnié-Durette telde op 1 januari 2022 1.159 inwoners.
De kerk van Régnié-Durette dateert uit 1867 en heeft een façade met 2 torens. De kerk werd ontworpen door Pierre Bossan, bekend van de basiliek van Fourvière in Lyon, en werd pas na diens dood voltooid (1895).

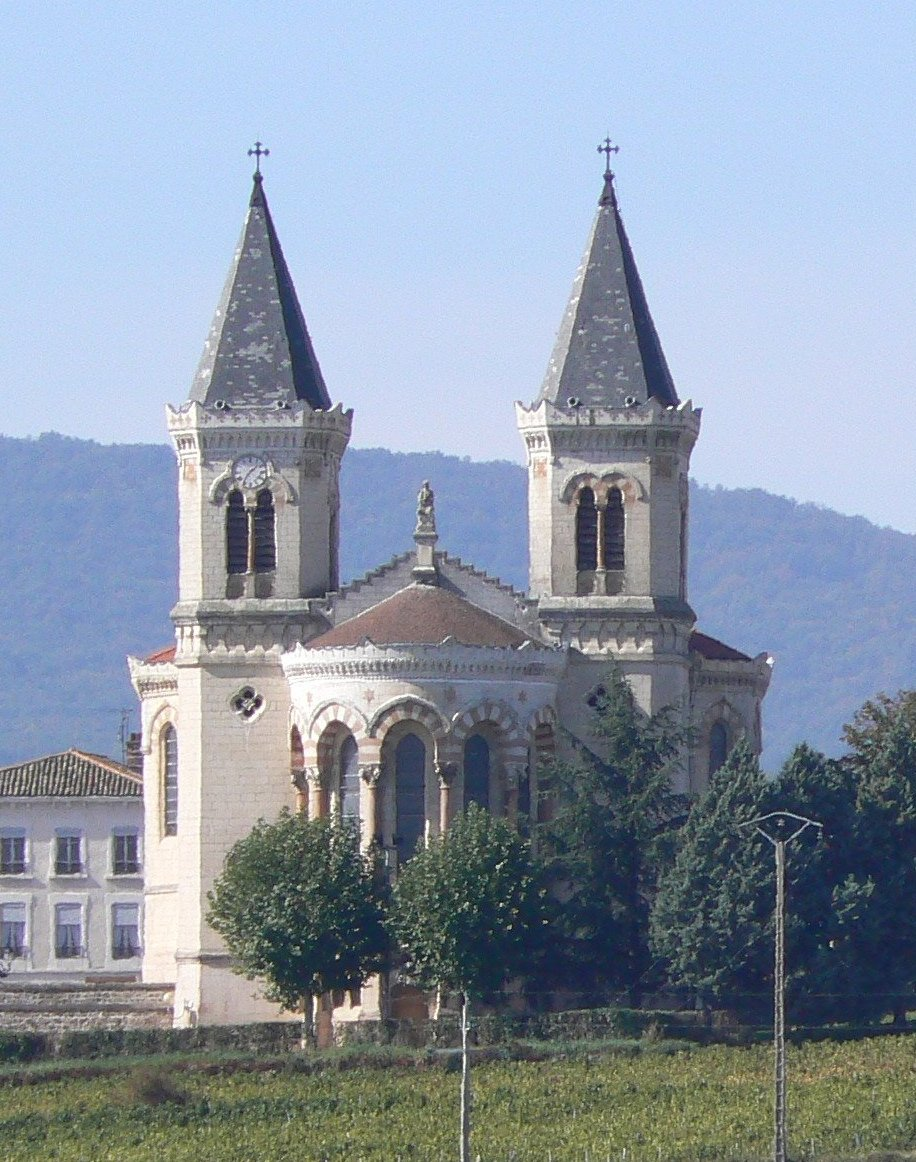
Église Saint-Jean-Apôtre

## Geografie
De oppervlakte van Régnié-Durette bedroeg op 1 januari 2022 11,72 vierkante kilometer; de bevolkingsdichtheid was toen 98,9 inwoners per km².

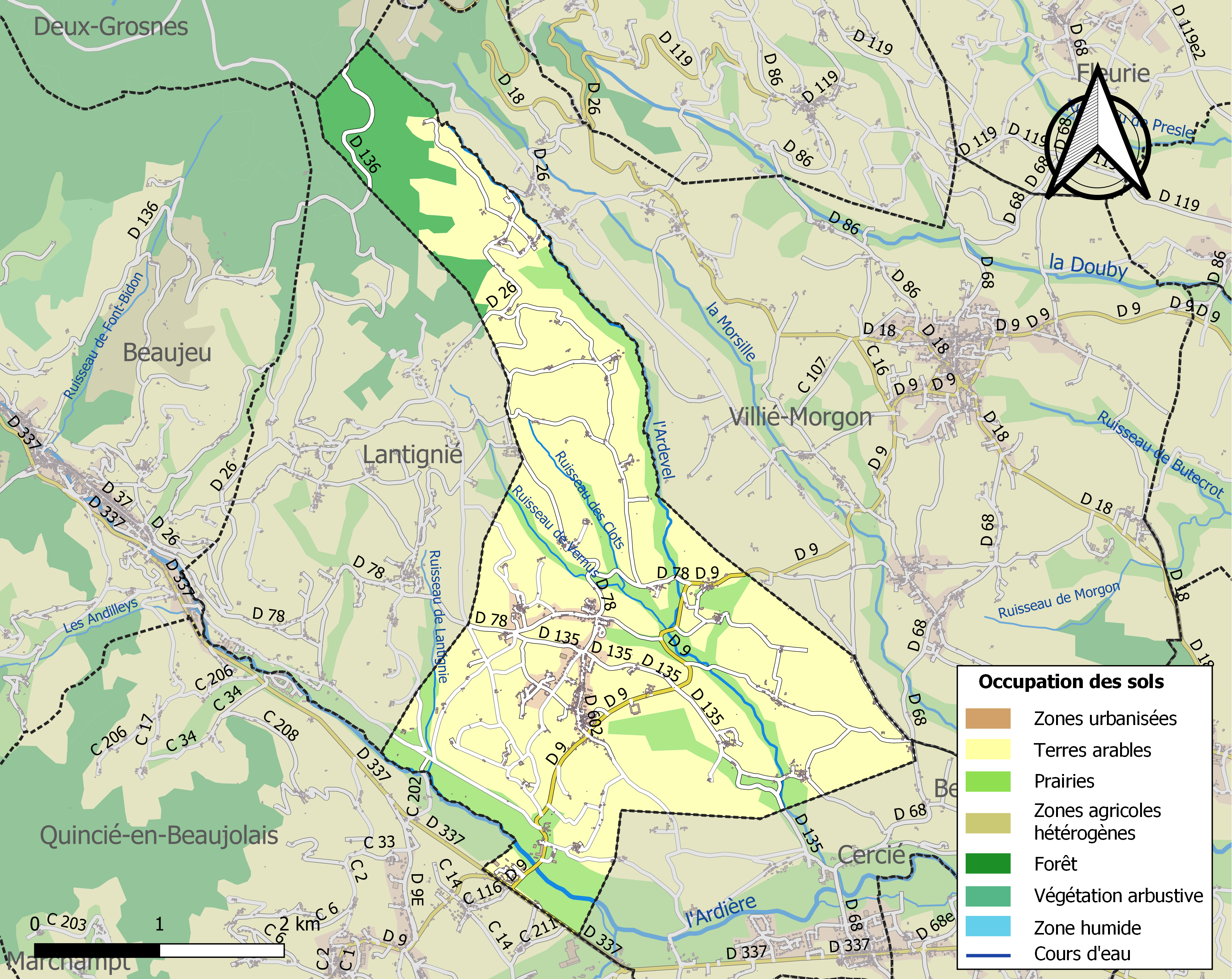
Kaart van de gemeente met de belangrijkste infrastructuur, bodemgebruik en omliggende gemeenten

## Demografie
Onderstaande figuur toont het verloop van het inwonertal (bron: INSEE-tellingen).